# ضفيرة عجزية
الضفيرة المشكلة من الجذع القطني العجزي والفروع الأولية الأمامية للأعصاب العجزية الأول والثاني والثالث وجزء من الرابع. وتقع على الجدار الخلفي للحوض، وتزود الإلية وظهر الفخذ والساق وراحة القدم والعجان، وتعطي فروعاً لأحشاء الحوض.وتشمل أعصاب الضفيرة العجزية: العصب الإلوي العلوي والسفلي، والعصب الفرجي، وعصب الفخذ الجلدي الخلفي، وعصب السدادة الداخلية، وعصب العضلة المربعة الفخذية.

## معرض صور

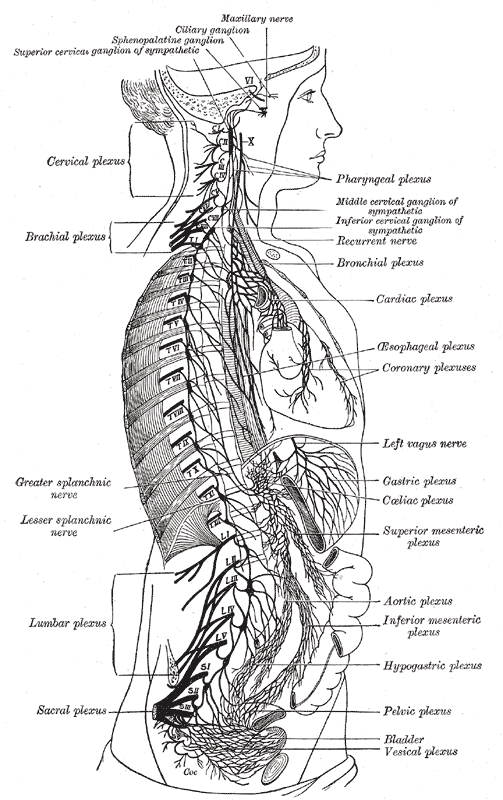
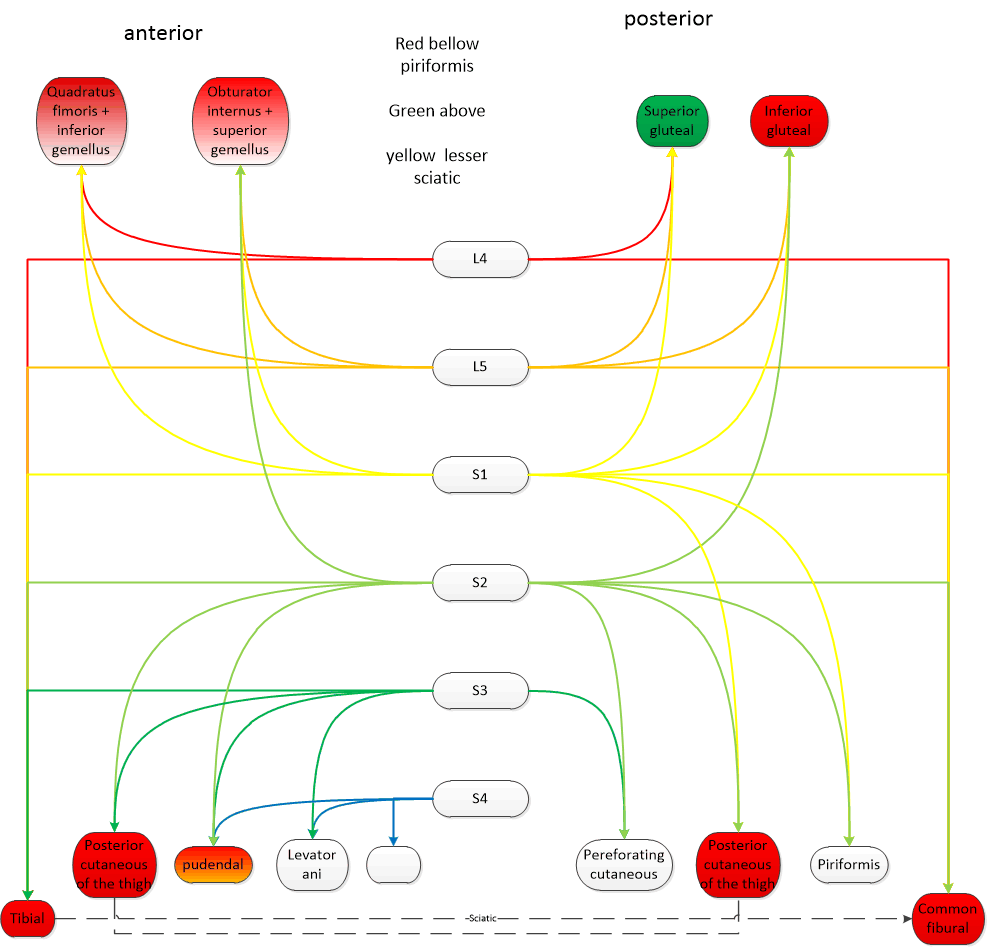